# Rougsø
Rougsø é um município da Dinamarca, localizado na região central, no condado de Arhus.
O município tem uma área de 224 km² e uma  população de 8 149 habitantes, segundo o censo de 2004.